# Michał Tomaszek
Michał Tomaszek (n. 23 septembrie 1960, Łękawica⁠(d), Powiat żywiecki⁠(d), Voievodatul Silezia, Polonia – d. 9 august 1991, Chimbote, Peru) a fost un preot și misionar catolic polonez, din Ordinul Fraților Minori Conventuali. După ce a fost ucis din „ură față de credință⁠(d)” (în latină in odium fidei) în Peru, este venerat ca martir și fericit de Biserica Catolică.

## Biografie

### Tinerețea și vocația
Michał (Mihai în română) Tomaszek s-a născut la 23 septembrie 1960 în Łękawica (Silezia) lângă Żywiec și a fost botezat o săptămână mai târziu la parohia Sfântul Mihail. A primit o educație creștină temeinică. Tatăl său a murit în 1969.
După terminarea studiilor elementare, la vârsta de 15 ani a intrat la seminarul Părinților Franciscani Conventuali din Legnica. A promovat cu brio examenul de maturitate (echivalent cu examenul de bacalaureat și apoi a intrat în noviciatul din Smardzewice. A primit habitatul la 4 octombrie 1980. După ce a studiat teologia la Cracovia, a făcut profesiunea religioasă în 1987. A fost hirotonit preot la 23 mai 1987. Fratele Michał a fost trimis ulterior să slujească într-o parohie din Pieńsk.

### Misiunea în Peru
La 24 iulie 1989 a acceptat să plece în noua misiune din Peru încredințată franciscanilor conventuali din provincia Cracovia, al cărei centru se află în orășelul Pariacoto, adânc în munți, în dieceza de Chimbote. Tinerii părinți Jarosław Wysoczański și Zbigniew Strzałkowski l-au precedat în decembrie 1988. Își îndeplinește cu grijă îndatoririle stării sale, conducându-și dinamic activitatea pastorală. Se remarcă prin evlavia sa simplă față de Fecioara Maria și îi emoționează pe copii și tineri cu darurile sale muzicale, în special chitara și flautul andin, sau un flaut făcut din trestie de zahăr. În ciuda amenințărilor teroriste, el și-a continuat misiunea față de această populație săracă, organizând o școală de cateheți și vizitându-i pe locuitorii satelor împrăștiate, Părinții fiind ajutați de călugărițe sud-americane de la Servitoarele Preasfintei Inimi. Toate acestea au fost realizate în spiritul „opțiunii preferențiale pentru cei mai săraci”, așa cum a fost definită la conferințele de la Medellín (1968) și Puebla (1979). Sfânta Liturghie este celebrată în fiecare zi la ora 8 dimineața.

### Asasinat
La 9 august 1991, însoțit de părintele Zbigniew Strzałkowski, a fost răpit și ucis fiind împușcat în gât de membri ai grupării Sendero Luminoso / Calea Luminoasă. Trei zile mai târziu, a fost înmormântat împreună cu confratele său în interiorul bisericii parohiale din Pariacoto. Un mic oratoriu de țară a fost ridicat la locul crimei lângă râul Pueblo Viejo, în apropierea cimitirului. Preotul italian Alessandro Dordi a avut aceeași soartă pe 25 august.
De natură contemplativă, Fericitul Michał Tomaszek i-a scris unui prieten cu câteva săptămâni înainte de moartea sa: „Nu suntem aici pentru a înțelege lumea, ci pentru a înțelege care este voia lui Dumnezeu pentru noi. Este vorba despre a fi acolo unde trebuie să fim”.

## Posteritate
Canalul de televiziune polonez Telewizja Polska a realizat în 2015 un documentar despre viața acestor doi tineri franciscani care au murit la vârsta de 30 și 33 de ani.
Papa Francisc i-a pomenit pe cei doi franciscani într-o rugăciune pentru pace, în timpul vizitei la Biserica Sfântul Francisc din Cracovia, unde sunt venerate relicvele lor, sâmbătă, 30 iulie 2016, în cadrul Zilelor Mondiale a Tineretului de la Cracovia, după ce atacurile revendicate de organizația Statul Islamic au avut loc în Orientul Mijlociu, în Germania și Franța în iulie 2016.

## Beatificare și canonizare
- 1996: deschiderea procesului de beatificare
- 3 februarie 2015: Papa Francisc l-a recunoscut pe fratele Michał drept martir al credinței și a semnat decretul de beatificare a acestuia.
- 5 decembrie 2015: Ceremonia de beatificare a lui Michał Tomaszek, Zbigniew Strzałkowski și Alessandro Dordi este celebrată pe stadionul Manuel Rivera Sanchez[11] din Chimbote (Peru) de către cardinalul Angelo Amato, în numele Papei Francisc[12], în fața a treizeci de mii de oameni și în prezența președintelui statului Peru, Ollanta Humala și a ambasadorilor Poloniei și Italiei.